# レオポルド・ロベルト・マルコフスキー
レオ・パウリスタ（Léo Paulista）こと、レオポルド・ロベルト・マルコフスキー（Leopoldo Roberto Markovsky, 1983年8月29日 - ）は、ブラジル・サンパウロ出身のプロサッカー選手。
Jリーグ、Kリーグ時代の登録名はレオ（ハングル: 레오）。

## 経歴
SEパルメイラスでキャリアをスタート。2002年にはレンタルで横浜F・マリノスに加入したが、出場機会はなく7月に退団。2004年、2年間の期限付きでロンドリーナECに移籍。パルメイラス復帰後は2006年シーズンいっぱいまでプレー。2007年春、同じサンパウロに拠点を置くCAジュベントスに移籍。しかし半年で退団すると今度はクルーベ・ジ・レガタス・ブラジルに移籍。2008年にはやはりサンパウロに拠点を置くCAブラガンチーノに移籍。6月にはポーランドリーグ2部のグールニク・ザブジェのトライアルに参加し、7月に正式に加入。
しかしチームになじめず8試合終了後に契約を解除。2009年7月、韓国の大邱FCに加入。大邱FCではチームの中核としてプレーしクラブの上位進出に大きく貢献した。大邱FCとの契約が切れた2011年2月に母国のヴォルタ・レドンダFCに加入。2012年1月、チュニジアのエトワール・サヘルに加入。

## 個人成績
| 国内大会個人成績 | 国内大会個人成績 | 国内大会個人成績 | 国内大会個人成績 | 国内大会個人成績 | 国内大会個人成績 | 国内大会個人成績 | 国内大会個人成績 | 国内大会個人成績 | 国内大会個人成績 | 国内大会個人成績 | 国内大会個人成績 |
| 年度             | クラブ           | 背番号           | リーグ           | リーグ戦         | リーグ戦         | リーグ杯         | リーグ杯         | オープン杯       | オープン杯       | 期間通算         | 期間通算         |
| 年度             | クラブ           | 背番号           | リーグ           | 出場             | 得点             | 出場             | 得点             | 出場             | 得点             | 出場             | 得点             |
| 日本             | 日本             | 日本             | 日本             | リーグ戦         | リーグ戦         | リーグ杯         | リーグ杯         | 天皇杯           | 天皇杯           | 期間通算         | 期間通算         |
| ---------------- | ---------------- | ---------------- | ---------------- | ---------------- | ---------------- | ---------------- | ---------------- | ---------------- | ---------------- | ---------------- | ---------------- |
| 2002             | 横浜FM           | 24               | J1               | 0                | 0                | 0                | 0                | 0                | 0                | 0                | 0                |
| 通算             | 日本             | 日本             | J1               | 0                | 0                | 0                | 0                | 0                | 0                | 0                | 0                |
| 総通算           | 総通算           | 総通算           | 総通算           | 0                | 0                | 0                | 0                | 0                | 0                | 0                | 0                |